# Guido van den Berg

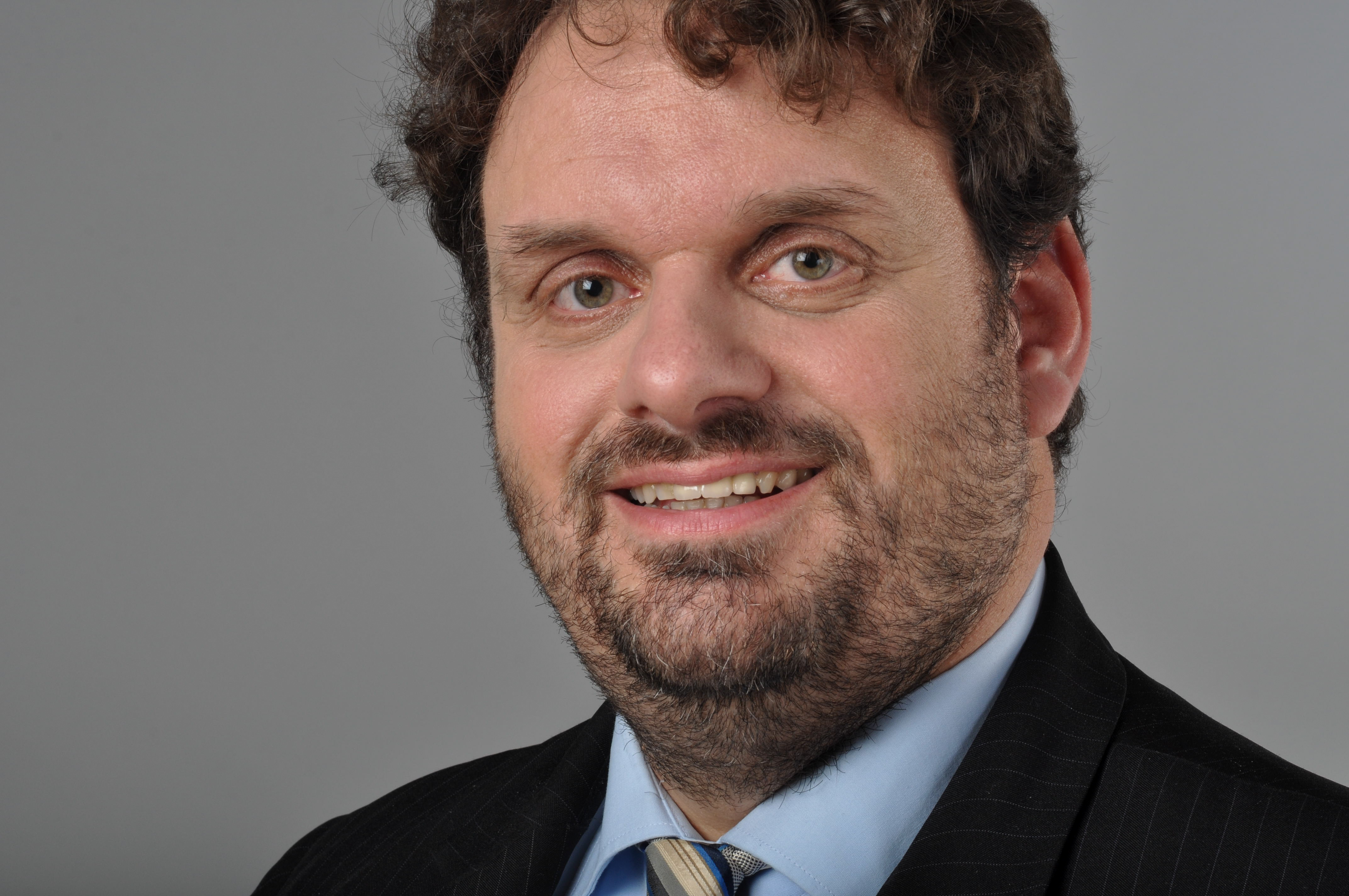
Guido van den Berg (2013)

Guido van den Berg (* 24. Februar 1975 in Grevenbroich; † 2. Mai 2019 ebenda) war ein deutscher Politiker (SPD). Er war von 2012 bis zu seinem Tod Mitglied des Landtags von Nordrhein-Westfalen.

## Leben und Ausbildung
Guido van den Berg wurde 1975 in Grevenbroich geboren. Nachdem er von 1985 bis 1994 das Städtische Gymnasium in Bedburg besucht und mit dem Abitur abgeschlossen hatte, absolvierte er 1995 seinen Zivildienst in der Jugendherberge Bergen in Oberbayern.
Guido van den Berg war Diplom-Sozialwissenschaftler mit Schwerpunkt „Politik und Wirtschaft“. Von 1995 bis 2004 studierte er Volkswirtschaft an der Universität zu Köln und Sozialwissenschaften an der Universität Duisburg-Essen.
Von 2004 bis 2007 arbeitete er als kaufmännischer Angestellter in einer Unternehmensberatung. Anschließend arbeitete Guido van den Berg von 2008 bis 2010 als Referent von Franz Müntefering im Deutschen Bundestag in Berlin. Nach dem Regierungswechsel in Nordrhein-Westfalen im Jahr 2010 war er bis zu seinem Einzug in den Landtag von Nordrhein-Westfalen im Ministerbüro des Ministeriums für Inneres und Kommunales des Landes Nordrhein-Westfalen tätig.
Van den Berg starb nach schwerer Krankheit am 2. Mai 2019. Er lebte zuletzt mit seiner Frau und zwei Kindern in Bedburg.

## Funktionen in der SPD
Ab dem 11. Februar 1992 war Guido van den Berg Mitglied der SPD. Zunächst bekleidete er verschiedene Funktionen bei den Jusos (u. a. als Ortsvorsitzender der Jusos Bedburg und als stellvertretender Kreis-Vorsitzender der Jusos Erftkreis). Von 1996 bis 2002 war er Vorsitzender des SPD-Stadtverbandes Bedburg. Von Februar bis Mai 2001 nahm Guido van den Berg an der sozialdemokratischen Kommunalakademie der Bundes-SPD und der Bundes-SGK teil. Vom 10. November 2001 bis zum 6. Dezember 2003 war er stellvertretender Vorsitzender der Erftkreis-SPD. Ab dem 6. Dezember 2003 war er Vorsitzender der Rhein-Erft SPD (dem umbenannten SPD-Unterbezirk Erftkreis). Vom 13. Mai 2006 bis zum 9. Dezember 2009 war Guido van den Berg Mitglied des Parteirates der Bundes-SPD. Von 2007 bis 2009 gehörte er zur Führungsakademie der SPD, in der bundesweit insgesamt 42 Personen für Führungsaufgaben ausgebildet wurden. Ab 2010 gehörte er dem Regionalvorstand der SPD-Mittelrhein an.

## Öffentliche Ämter
1999 wurde Guido van den Berg in den Stadtrat von Bedburg und in den Kreistag des Rhein-Erft-Kreises gewählt. Am 31. Mai 2014 schied er aus dem Rat der Stadt Bedburg aus. Vom 13. März 2002 bis zum 10. Juni 2014 war er stellvertretender Vorsitzender der SPD-Kreistagsfraktion im Rhein-Erft-Kreis. Von 2002 bis 2004 war er stellvertretender SPD-Fraktionsvorsitzender im Rat der Stadt Bedburg. Von 2004 bis 2009 war er Vorsitzender des Ausschusses für Kreisentwicklungsplanung des Rhein-Erft-Kreises. Dem Regionalrat der Bezirksregierung Köln gehörte er vom 1. Januar 2005 bis zum 31. Dezember 2009 an. 2005 und 2010 war er Kandidat der SPD zur Landtagswahl im Wahlkreis 5 (Rhein-Erft-Kreis I) für Bedburg, Bergheim, Elsdorf und Pulheim; er unterlag Jürgen Rüttgers (CDU). Bei der Neuwahl des Landtags am 13. Mai 2012 gewann Guido van den Berg im Wahlkreis 5 (Bedburg, Bergheim, Elsdorf, Pulheim) direkt mit 43,74 %.
Ab dem 21. Mai 2012 war er Mitglied des Landtages von Nordrhein-Westfalen. Hier war er Mitglied des Innenausschusses und des Ausschusses für Wirtschaft, Energie, Industrie, Mittelstand und Handwerk. Ab dem 1. April 2013 war er Mitglied der Enquete-Kommission zur Zukunft der chemischen Industrie in Nordrhein-Westfalen, in der er die Aufgabe des Sprechers der SPD-Landtagsfraktion hatte.
Ab dem 25. Juni 2014 war er stellvertretender Landrat des Rhein-Erft-Kreises.